# Insa Coulibaly
Pour les articles homonymes, voir Coulibaly.
Insa Coulibaly, né le 17 janvier 1916 à Saint-Louis au Sénégal et mort le 22 janvier 1981, est un intellectuel et homme politique sénégalais.

## Biographie
Insa Coulibaly est né le 17 janvier 1916 à Saint-Louis du Sénégal, au quartier Sénéfobougou dont l'école porte son nom aujourd'hui.
À 6 ans, il entame ses études coraniques chez le grand marabout Babacar Cissé à Balacoss-Sor. En 1925, il est inscrit à l'école française  Victor Duval. En 1927, il continue ses études primaires à l'école primaire de Sor où il réussira ses examens pour être admis au Collège Blanchot en 1930.
En 1933, il entre à l'École normale William-Ponty de Gorée qu'il quitte en 1936 en étant le major de sa promotion (1re place pour le Sénégal) et obtenant la 2e place pour la Fédération de l'Afrique-Occidentale française (AOF) après Modibo Keïta. Dans cette école, il a pour condisciples Modibo Keïta, Hubert Maga, Hamani Diori, entre autres.
Nommé instituteur, il commence sa carrière d'éducateur à l'école de Sor à Saint-Louis. En 1937, il est appelé sous les drapeaux, suit les pelotons 1 et 2. Il est Sergent et sera libéré sur ce grade en 1938, pour reprendre ses fonctions d'enseignant à l'école de Diourbel. Affecté à Pire en 1939, il est mobilisé le 2 septembre 1939 et envoyé au B.A.M.I.C. de Thiès où il a servi comme Sous-Officier-Instituteur spécial. Il était l'adjoint du Lieutenant Pierroz (Mar Diop, ancien maire de Saint-Louis, était de ce peloton).
En 1942, il est affecté comme Directeur d'école à Pout. En 1943, il passe avec succès le DAP (examen fédéral de l'A.O.F. pour être instituteur principal). En 1944, il est nommé Directeur d'école à Joal qu'il quitte pour aller à Foundiougne en 1945, occuper les mêmes fonctions. En 1946, il est affecté au Collège Blanchot de Saint-Louis  puis au Cours Normal de l'école Brière comme professeur avec Monsieur Monfred. En 1948, il est appelé pour servir à l'Inspection d'Académie, Rue Carnot à Saint-Louis avec Monsieur Fajades. 
En 1958, il est nommé Directeur de l'école Ndiolofène à Saint-Louis. En 1959, il reçoit un télégramme de Modibo Keïta, un ancien camarade de promotion de Ponty. Il est nommé Conseiller technique pour la Fédération du Mali.
En janvier 1960, il est nommé Directeur de Cabinet du Président de la Fédération du Mali, Modibo Keïta. Après l'éclatement de la Fédération du Mali, il intègre le corps des Inspecteurs adjoints de l'enseignement. Il sert à l'inspection primaire de Saint-Louis avec Monsieur Bernard. En 1966, il est affecté comme Inspecteur primaire à Louga, puis à Podor, puis de nouveau à Louga. Nommé Inspecteur régional de la Région du Fleuve, il réintègre son ancienne inspection qu'il occupera jusqu'à sa retraite en 1978.  
Il mène parallèlement une vie militante à l'UPS, le parti de Léopold Sédar Senghor. Il a été : Adjoint au Maire de Saint-Louis, Secrétaire général de la Section Sor-est de Saint-Louis, Secrétaire général de la Coordination de Saint-Louis. Il a eu à son actif plusieurs distinctions honorifiques tant nationales qu'internationales.

## Hommage
Insa Coulibaly est le frère aîné de l'écrivain Alioune Badara Coulibaly. Leur père, Lassana Zana Coulibaly est un dignitaire de Sénéfobougou.  Inspecteur de l'enseignement primaire, Insa Coulibaly  donna à l'école de son quartier le nom de École Sénéfobougou. Une avenue de la ville de Saint-Louis porte son nom ainsi que l'école de Sénéfobougou, le quartier qui l'a vu naître.

## Distinctions
- Officier des Palmes Académiques
- Officier du Mérite sénégalais
- Commandeur de l'Ordre National du Lion